# Wahlkreis Dunfermline
| Dunfermline                         |
| Dunfermline · Mid Scotland and Fife |
| Gebildet                            |
| 2011                                |
| Abgeordneter                        |
| Shirley-Anne Somerville (SNP)       |
| Regionen                            |
| Fife                                |

Dunfermline ist ein Wahlkreis für das Schottische Parlament. Er wurde 2011 im Zuge der Revision der Wahlkreise als einer von neun Wahlkreisen der Wahlregion Mid Scotland and Fife neu geschaffen. Die Gebiete lagen zuvor weitgehend innerhalb der ehemaligen Wahlkreise Dunfermline East und Dunfermline West. Der Wahlkreis Dunfermline umfasst die namensgebende Stadt Dunfermline sowie nördlich und westlich von Dunfermline gelegene Teile der Council Area Fife. Der Wahlkreis entsendet einen Abgeordneten.
Der Wahlkreis erstreckt sich über eine Fläche von 193,5 km2. Im Jahre 2020 lebten 78.261 Personen innerhalb seiner Grenzen.

## Wahlergebnisse

### Parlamentswahl 2011
| Ergebnisse der Parlamentswahl 2011 | Ergebnisse der Parlamentswahl 2011 | Ergebnisse der Parlamentswahl 2011 | Ergebnisse der Parlamentswahl 2011 |
| Partei                             | Kandidat                           | Stimmen                            | %                                  |
| ---------------------------------- | ---------------------------------- | ---------------------------------- | ---------------------------------- |
| SNP                                | Bill Walker                        | 11.010                             | 37,6                               |
| Labour                             | Alex Rowley                        | 10.420                             | 35,6                               |
| Liberal Democrats                  | Jim Tolson                         | 5776                               | 19,7                               |
| Conservative                       | James Reekie                       | 2093                               | 7,1                                |
| Wahlbeteiligung: 29.396 (52,99 %)  |                                    |                                    |                                    |

### Nachwahlen 2013
Nach dem Rücktritt des SNP-Politikers Bill Walker wurden im Wahlkreis Dunfermline Nachwahlen erforderlich.
| Ergebnisse der Nachwahlen 2013    | Ergebnisse der Nachwahlen 2013 | Ergebnisse der Nachwahlen 2013 | Ergebnisse der Nachwahlen 2013 | Ergebnisse der Nachwahlen 2013 |
| Partei                            | Kandidat                       | Stimmen                        | %                              | ±                              |
| --------------------------------- | ------------------------------ | ------------------------------ | ------------------------------ | ------------------------------ |
| Labour                            | Cara Hilton                    | 10.275                         | 42,5                           | +6,9                           |
| SNP                               | Shirley-Anne Somerville        | 7402                           | 30,6                           | −7,0                           |
| Liberal Democrats                 | Susan Leslie                   | 2852                           | 11,8                           | −7,9                           |
| Conservative                      | James Reekie                   | 2009                           | 8,3                            | +1,2                           |
| UKIP                              | Peter Adams                    | 908                            | 3,8                            | +3,8                           |
| Green                             | Zara Kitson                    | 593                            | 2,5                            | +2,5                           |
| Parteilos                         | John Black                     | 161                            | 0,7                            | +0,7                           |
| Wahlbeteiligung: 24.200 (42,65 %) |                                |                                |                                |                                |

### Parlamentswahl 2016
| Ergebnisse der Parlamentswahl 2016 | Ergebnisse der Parlamentswahl 2016 | Ergebnisse der Parlamentswahl 2016 | Ergebnisse der Parlamentswahl 2016 | Ergebnisse der Parlamentswahl 2016 |
| Partei                             | Kandidat                           | Stimmen                            | %                                  | ±                                  |
| ---------------------------------- | ---------------------------------- | ---------------------------------- | ---------------------------------- | ---------------------------------- |
| SNP                                | Shirley-Anne Somerville            | 14.257                             | 43,3                               | +5,7                               |
| Labour                             | Cara Hilton                        | 9.699                              | 29,5                               | −6,1                               |
| Conservative                       | James Reekie                       | 5.797                              | 17,6                               | +10,5                              |
| Liberal Democrats                  | James Calder                       | 3.156                              | 9,6                                | −10,1                              |
| Wahlbeteiligung: 33.008 (57,17 %)  |                                    |                                    |                                    |                                    |

### Parlamentswahl 2021
| Ergebnisse der Parlamentswahl 2021 | Ergebnisse der Parlamentswahl 2021 | Ergebnisse der Parlamentswahl 2021 | Ergebnisse der Parlamentswahl 2021 | Ergebnisse der Parlamentswahl 2021 |
| Partei                             | Kandidat                           | Stimmen                            | %                                  | ±                                  |
| ---------------------------------- | ---------------------------------- | ---------------------------------- | ---------------------------------- | ---------------------------------- |
| SNP                                | Shirley-Anne Somerville            | 20.048                             | 49,0                               | +5,7                               |
| Labour                             | Julie MacDougall                   | 11.384                             | 27,8                               | −1,7                               |
| Conservative                       | Roz McCall                         | 6.314                              | 15,4                               | −2,2                               |
| Liberal Democrats                  | Aude Boubaker-Calder               | 3.196                              | 7,8                                | −1,8                               |
| Wahlbeteiligung: 66 %              |                                    |                                    |                                    |                                    |